# Grosser Preis des Kantons Aargau 1972
Il Grosser Preis des Kantons Aargau 1972, nona edizione della corsa, si svolse il 30 luglio su un percorso di 220 km, con partenza e arrivo a Gippingen. Fu vinto dal belga Georges Pintens della Van Cauter-Magniflex-de Gribaldy davanti al tedesco occidentale Karl-Heinz Muddemann e all'altro belga Arthur Van De Vijver.

## Ordine d'arrivo (Top 10)
| Pos. | Corridore            | Squadra                          | Tempo    |
| ---- | -------------------- | -------------------------------- | -------- |
| 1    | Georges Pintens      | Van Cauter-Magniflex-de Gribaldy | 5h06'41" |
| 2    | Karl-Heinz Muddemann | Rokado                           | s.t.     |
| 3    | Arthur Van De Vijver | Van Cauter-Magniflex-de Gribaldy | s.t.     |
| 4    | Rini Wagtmans        | Goudsmit-Hoff                    | s.t.     |
| 5    | Herman Beysens       | Van Cauter-Magniflex-de Gribaldy | s.t.     |
| 6    | Jan van Katwijk      | Goudsmit-Hoff                    | s.t.     |
| 7    | Willy De Geest       | Van Cauter-Magniflex-de Gribaldy | s.t.     |
| 8    | Jos van der Vleuten  | Goudsmit-Hoff                    | s.t.     |
| 9    | Willy Abbeloos       | Van Cauter-Magniflex-de Gribaldy | s.t.     |
| 10   | Rony Christiaens     | Novy-Dubble Bubble               | s.t.     |